# Koji Suzuki (fodbold)
Koji Suzuki (født 25. juli 1989) er en japansk fodboldspiller, som spiller for den japanske fodboldklub FC Ryukyu.